# 2000년 미국 대통령 선거
2000년 미국 대통령 선거(The United States presidential election of 2000)는 2000년 11월 7일에 실시된 미국의 대통령 및 부통령을 선출하기 위한 선거였다. 공화당에서는 대통령 후보로 제41대 대통령이었던 조지 H. W. 부시의 아들인 조지 W. 부시가 후보로 지명되었고, 민주당에서는 제42대 대통령인 빌 클린턴의 부통령을 지낸 앨 고어가 후보로 지명되어 각축전을 벌였다. 플로리다주에서는 재검표까지 할 정도로 각축이 치열했으나, 결국 271명의 선거인단을 확보한 조지 W. 부시가 당선되었다. 특히 2000년 12월 12일에는 미국 대법원이 플로리다주에서 일어난 부시 대 고어 사건에 대하여 플로리다주 정부가 재검표를 중단하라는 판결을 내렸다.

## 후보 지명 과정

### 공화당

사진
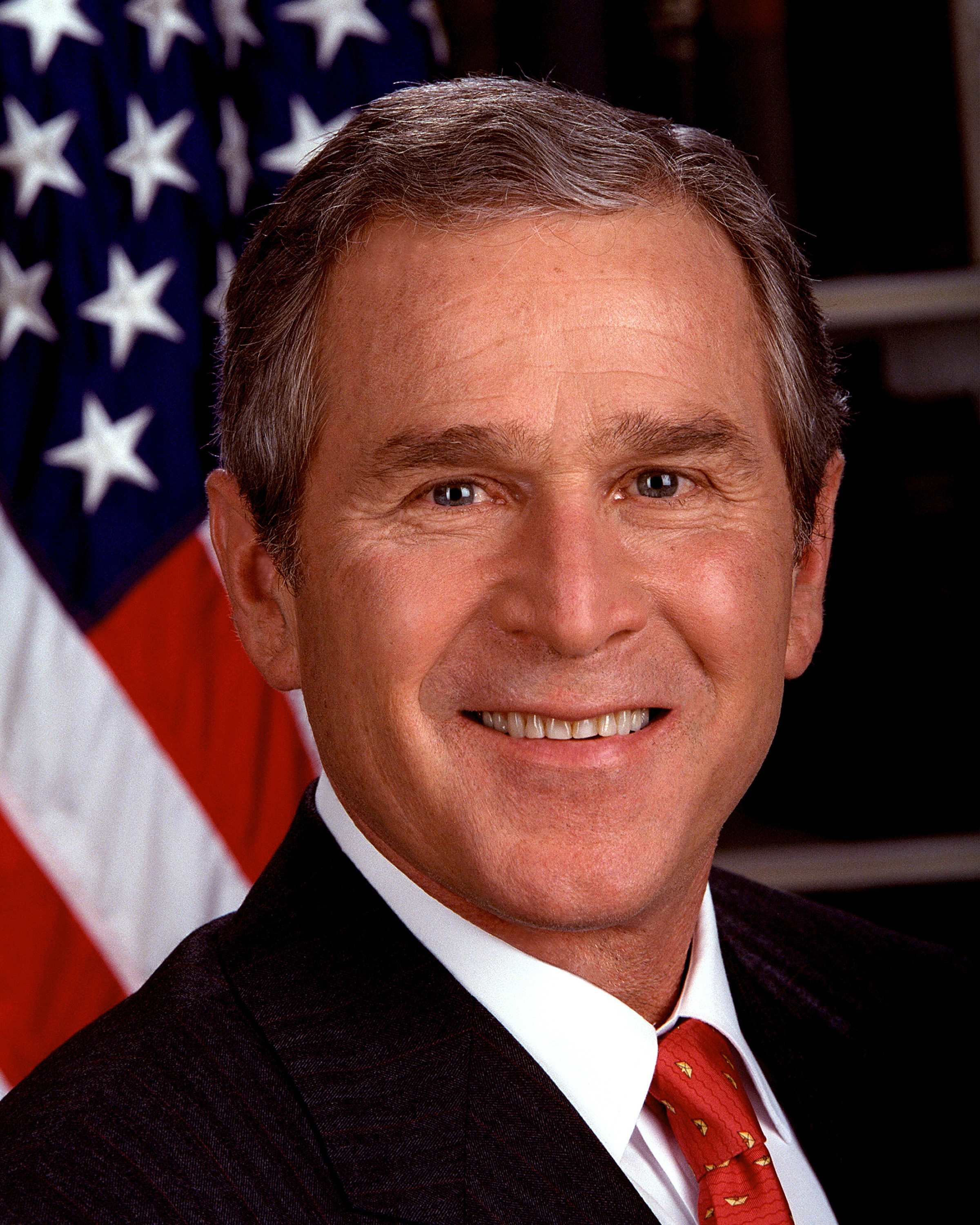
전 텍사스 주지사 조지 W. 부시
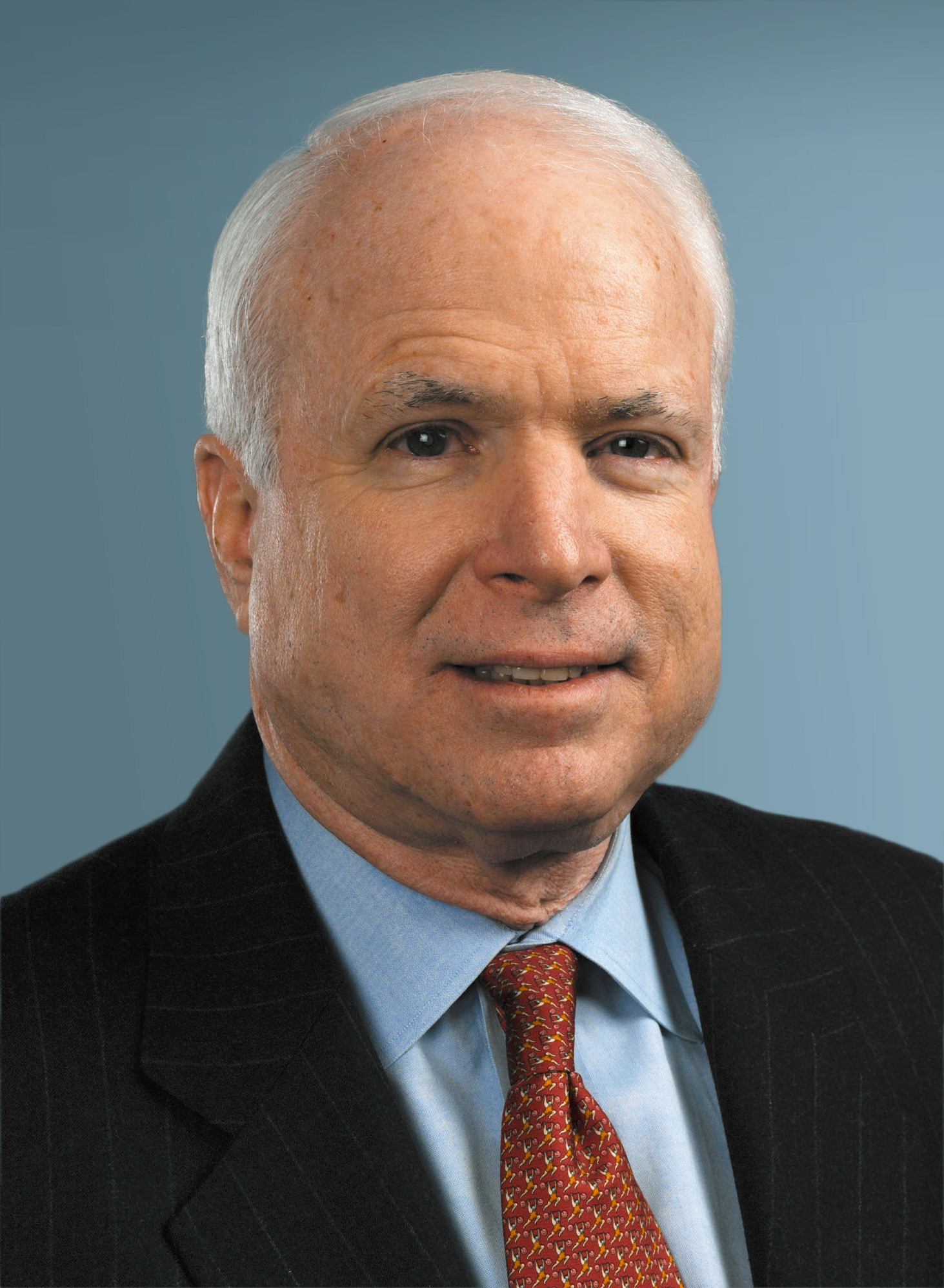
애리조나주 상원 의원 존 매케인
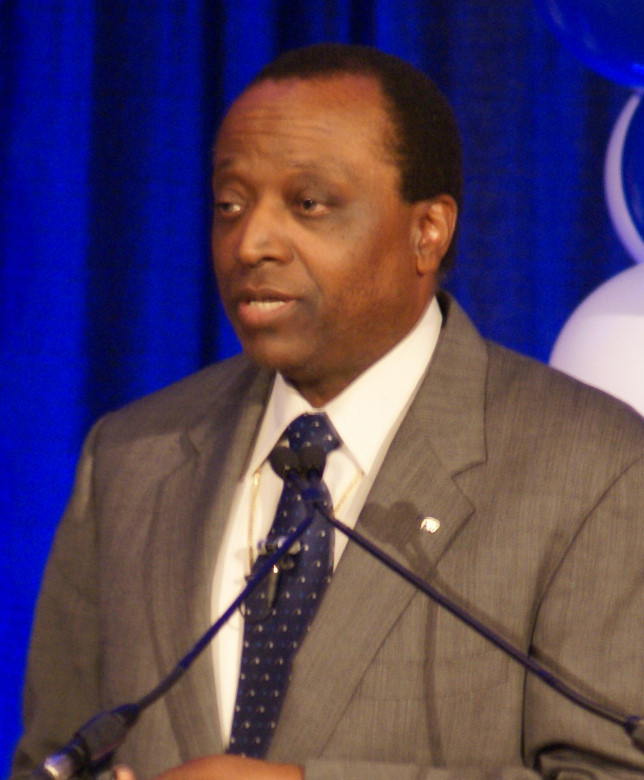
메릴랜드주의 보수주의 운동가 앨런 키예스
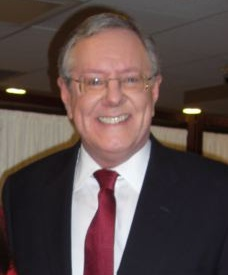
뉴욕주의 사업가 스티브 포브스
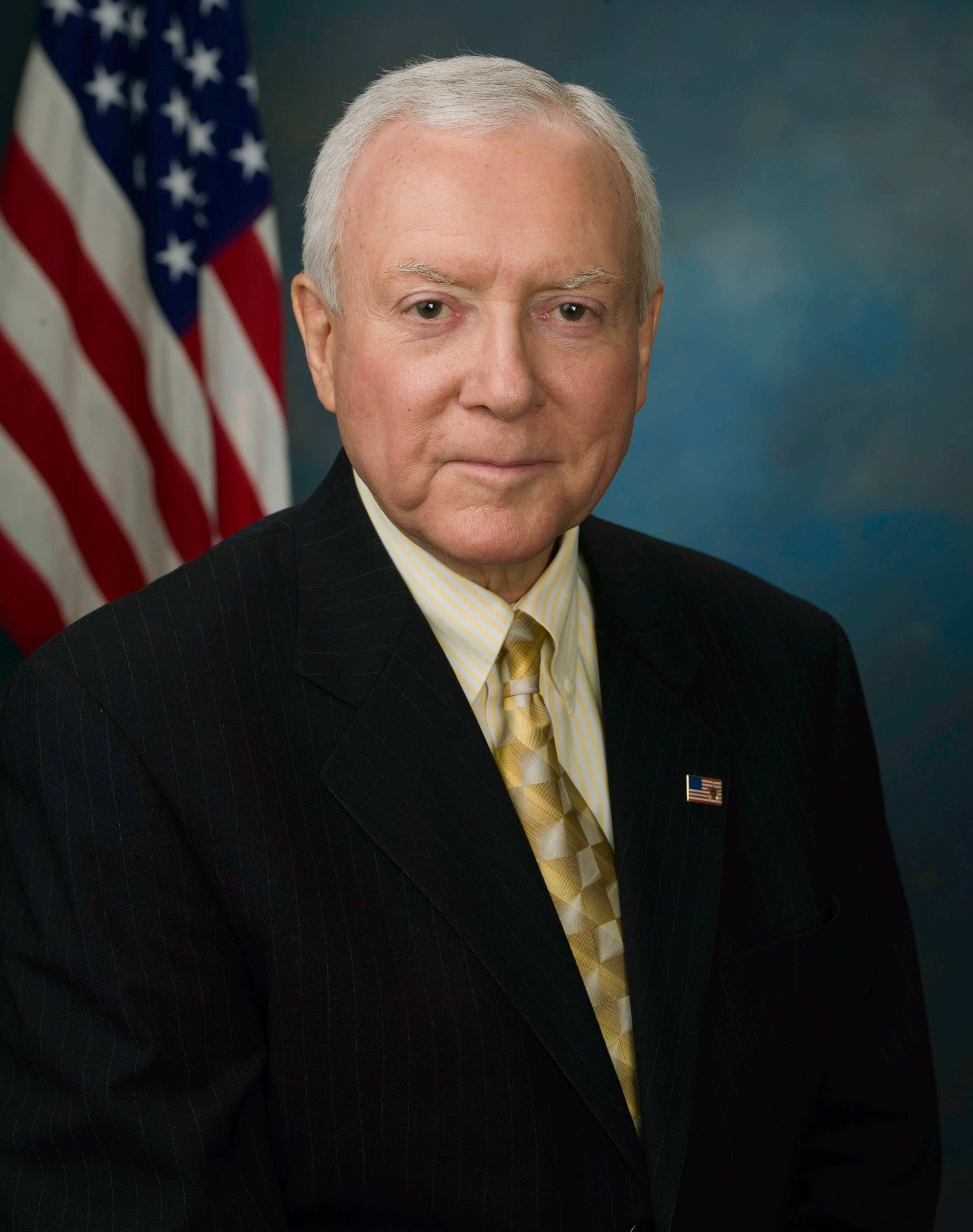
유타주 상원 의원 오린 해치

조지 W. 부시는 텍사스 주지사 재임 시절에 보여준 능력과 미국의 정치 명문가인 부시 가문의 일원이라는 점 때문에 일찌감치부터 앞서나갔다. 아이오와 코커스(Caucus)가 열리기도 전에 몇몇 후보들은 경선에서 사퇴하였다. 부시를 포함하여, 존 매케인, 앨런 키예스, 스티브 포브스, 게리 바우어, 오린 해치가 남았다.
1월 24일에 열린 아이오와 코커스에서 부시는 41%의 지지를 얻었으며, 포브스가 30%, 키예스가 14%, 바우어가 9%, 메케인이 5%, 해치가 1%의 지지를 얻었다. 해치는 경선을 포기하였다. 부시는 기독교 신자들에게 매우 호의적인 성향을 띠고 있었는데, 언론에서는 부시를 사실상의 대선 후보로 보도하였다. 반면 매케인은 공화당 내의 온건파들의 지지를 얻고 있었다.
2월 1일에 뉴햄프셔주에서 치른 경선에서 매케인은 49%의 지지를 얻어 30%의 지지를 얻은 부시를 꺾었다. 직후 바우어는 경선을 포기하였다. 델라웨어주의 경선 후에는 포브스가 경선을 포기하였고 3명의 후보만 남게 된다. 사우스캐롤라이나주에서 치른 경선에서 부시는 근소한 차로 매케인을 꺾었다. 이 패배는 매케인에게는 뼈아픈 것이었지만 2월 22일에 치른 미시간주와 고향인 애리조나주 경선에서는 두 곳에서 모두 승리한다.
하지만 부시는 2월 29일에 치른 버지니아주, 워싱턴 D.C, 노스다코타주 경선에서 모두 승리하였으며, 슈퍼 화요일에 13개 주에서 치른 경선에서 9개주(뉴욕주, 오하이오주, 조지아주, 미주리주, 캘리포니아주, 메릴랜드주, 메인주)에서 승리하여 대세를 굳힌다. 필라델피아에서 열린 공화당 전당대회에서 부시는 공화당 대통령 후보로 공식 지명되었다.
| 순위 | 후보명        | 대의원 수 |
| ---- | ------------- | --------- |
| 1위  | 조지 W. 부시  | 1,658명   |
| 2위  | 존 매케인     | 194명     |
| 3위  | 앨런 키예스   | 13명      |
| 4위  | 스티브 포브스 | 2명       |
| 5위  | 게리 바우어   | 1명       |
| -    | 무효표        | 6명       |

### 민주당

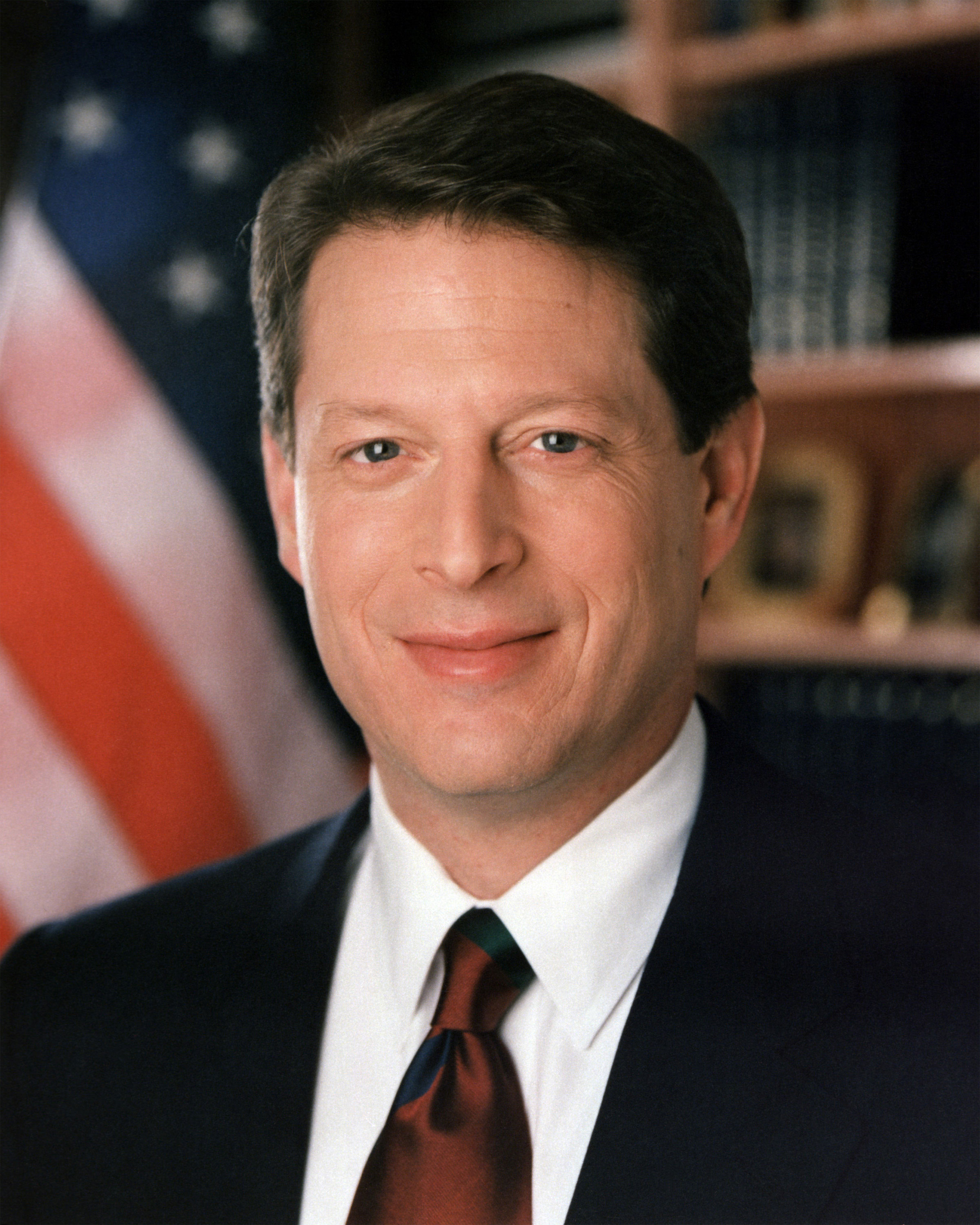
부통령이었던 앨 고어
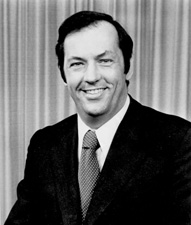
전직 뉴저지주 상원 의원 빌 브래들리

처음에는 많은 수의 후보자들이 민주당의 경선에 뛰어들 것으로 전망하였으나, 현직 부통령이었던 앨 고어와 전직 상원 의원이었던 빌 브래들리 총 2명이 경선에 입후보하였다.
뉴햄프셔주 경선에서 고어가 50%, 브래들리가 46%의 지지를 얻어 승리한 것을 시작으로 모든 주의 경선에서 고어가 승리하였다. 3월 14일에 고어는 경선에서 일찌감치 승리를 확정지었다. 7월 13일에 브래들리는 고어를 대통령 후보로 지지한다는 선언을 하였고, 앨 고어는 로스앤젤레스에서 열린 민주당 전당대회에서 3일째인 8월 16일에 대통령 후보로 공식 지명되었다.
앨 고어의 러닝 메이트로 지명된 조지프 리버먼은 미국 역사상 처음으로 부통령 선거에 나가는 유대인이 되었다.
| 순위 | 후보명      | 대의원 수 |
| ---- | ----------- | --------- |
| 1위  | 앨 고어     | 3,432명   |
| 2위  | 빌 브래들리 | 414명     |
| -    | 무효표      | 3명       |

## 선거
부시는 플로리다주를 제외한 남부주에서 여유롭게 승리를 거두었고, 오하이오주, 인디애나주에서도 여유로운 승리를 거뒀다. 미국 중서부의 농업이 주요 산업인 주들과 록키 산맥에 접한 주들, 알래스카주에서도 여유롭게 승리하였다. 고어는 뉴햄프셔주를 제외한 모든 북동부의 주에서 승리를 거두었다. 또한 중북부의 여러 주들과 하와이주, 태평양 연안의 워싱턴주, 오리건주, 캘리포니아주에서 승리를 거두었다.
위스콘신주와 아이오와주에서는 매우 근소한 차이로 승부가 갈렸다. 가장 박빙의 승부가 벌어진 곳은 플로리다주였는데 선거의 승패가 이곳에서 갈렸다. 선거인단 538명중 270명을 확보하여야 당선이 되는데, 선거 이튿날 아침까지의 개표 결과 부시는 246명의 선거인단을, 고어는 255인의 선거인단을 확보한 상태였다. 접전중인 3개의 주중에서 규모가 작은 뉴멕시코주(선거인단 5명)와 오리건주(선거인단 7명)의 결과는 당선 여부를 좌지우지할 수 없었고 플로리다주(선거인단 25명)의 결과에 따라 당선자가 갈리는 상황이었다. 이 때문에 플로리다 주의 선거 결과는 투표가 시작된 후 1달간 개표 및 검표, 재검표를 거치며 매우 큰 이슈가 되었다.

### 최종 결과
고어는 총 득표수에서 부시를 543,895표 앞섰지만 확보한 선거인단수에서 부시에 밀려 선거에서 패배하였다. 고어는 아버지에 이어 상원의원을 지냈던 자신의 근거지인 테네시주에서 패배하였다. 고어는 조지 맥거번이 1972년 미국 대통령 선거에서 근거지인 사우스다코타주에서 패배한 이래 처음으로 자신의 고향에서 패배한 주요정당 후보가 되었다. 부시도 자신이 태어난 곳인 코네티컷주에서 패배하였다.
| 대통령 후보   | 정당               | 근거지     | 전체유권자  | 전체유권자 | 선거인단 득표 | 러닝메이트      | 러닝메이트 근거지 |
| 대통령 후보   | 정당               | 근거지     | 득표수      | 지지율     | 선거인단 득표 | 러닝메이트      | 러닝메이트 근거지 |
| ------------- | ------------------ | ---------- | ----------- | ---------- | ------------- | --------------- | ----------------- |
| 조지 W. 부시  | 공화당             | 텍사스주   | 50,456,002  | 47.87%     | 271           | 딕 체니         | 와이오밍주        |
| 앨 고어       | 민주당             | 테네시주   | 50,999,897  | 48.38%     | 266           | 조 리버먼       | 코네티컷          |
| (기권)        | —                  | —          | —           | —          | 1             | (기권)          | —                 |
| 랠프 네이더   | 녹색당             | 코네티컷주 | 2,882,955   | 2.7%       | 0             | 위노아 라두크   | 미네소타주        |
| 팻 뷰캐넌     | 개혁당             | 버지니아주 | 448,895     | 0.4%       | 0             | 졸라 포스터     | 캘리포니아주      |
| 해리 브라우니 | 자유주의자당       | 테네시주   | 384,431     | 0.4%       | 0             | 아트 올리비에   | 캘리포니아주      |
| 하워드 필립스 | 헌법당             | 버지니아주 | 98,020      | 0.1%       | 0             | 커티스 프레지어 | 미주리주          |
| 존 해길린     | Natural Law/개혁당 | 아이오와주 | 83,714      | 0.1%       | 0             | 냇 골드하버     | 캘리포니아주      |
| 기타          | 기타               | 기타       | 51,186      | 0.1%       | –             | 기타            | 기타              |
| 계            | 계                 | 계         | 105,405,100 | 100 %      | 538           |                 |                   |
| 당선 조건     | 당선 조건          | 당선 조건  | 당선 조건   | 당선 조건  | 270           |                 |                   |

## 같이 보기
- 2000년 미국 상원의원 선거